# Крапивное (Бахмачский район)
Крапи́вное (укр. Кропи́вне) – село, расположенное на территории Бахмачского района Черниговской области (Украина). Село является самым южным населённым пунктом Бахмачского района. Расположено на реке Хвощевая, на ней создан каскад прудов.
Население составляет 790 жителей (2006 год). Плотность населения — 170 чел/кв.км.
В XIX веке село Крапивное было в составе Дмитровской волости Конотопского уезда Черниговской губернии. В селе была Успенская церковь.
Село Крапивное находится примерно в 11 км к югу от центра города Бахмач. Средняя высота населённого пункта — 162 м над уровнем моря. Село находится в зоне умеренного умеренно континентального климата.
Национальный состав представлен преимущественно украинцами, конфессиональный состав — христианами.